# Pravoberejni (Rostov)
|  | Per a altres significats, vegeu «Pravoberejni». |

Pravoberejni (en rus: Правобережный) és un poble (un possiólok) de l'óblast de Rostov, a Rússia, segons el cens del 2010 tenia 170 habitants, pertany al municipi deVolotxàievski.